# Josh Wardle
Josh Wardle es un ingeniero de software galés, más conocido por desarrollar el viral juego web de palabras Wordle. The New York Times Company le compró Wordle a finales de enero de 2022. Wardle actualmente vive en Brooklyn, Nueva York.

## Primeros años y educación
Wardle es de Gales del Sur, y se crio en una granja de ganado orgánica, en Llanddewi Rhydderech, un pueblecito cercano a Abergavenny.
Hizo la universidad en Real Holloway, Universidad de Londres y ganó un título en Artes Audiovisuales. Unos años más tarde, se mudó a los Estados Unidos para ir a la Universidad de Oregón, donde estudió un Máster de Bellas Artes, en Arte Digital.
Tiene tres hermanos, de los cuales uno es el creador de documentales Tim Wardle, director de la película de 2018 Three Identical Strangers.

## Carrera
Desde diciembre de 2021, ha sido ingeniero de software en el colectivo basado en arte de Brooklyn MSCHF.

### Reddit
Después de graduarse, Wardle se mudó a Oakland, California, y empezó como un artista en Reddit en 2011. Más tarde se convirtió en uno de los primeros gerentes de productos de Reddit, sirviendo como administrador de productos para el equipo de ingeniería comunitaria. En esta posición, creó juegos experimentales cooperativos como El Botón en 2015 y Lugar en 2017. Dejó Reddit para casi dos años para trabajar como ingeniero de software en Pinterest, antes de regresar a Reddit también como ingeniero de software.

### Wordle
En 2013, mientras estaba trabajando en Reddit, Wardle hizo un prototipo de un juego de palabras, Wordle, basado en su apellido.
En enero de 2021, regresó a su prototipo de 2013 para crear un juego de palabras para su socio, Palak Shah. Durante la pandemia de COVID-19, él y Shah habían jugado muchos juegos del New York Times incluyendo Abeja de Ortografía, y quería hacer un juego de palabras nuevo que podrían jugar juntos. Shah tuvo una función vital en el desarrollo del juego antes de que se hiciera público. Revisó las 12,000 palabras de cinco letras del lenguaje inglés y las rebajo a 2,500 palabras comúnmente sabidas que podrían ser utilizadas en el rompecabezas diario.
Al principio, sólo la familia de Wardle jugó Wordle, hasta que Wardle lo hizo ampliamente disponible en octubre de 2021 publicándolo en su sitio web propio, powerlanguage.co.uk. Wordle no tenía anuncios y el objetivo de Wardle no era ganar dinero. A pesar del éxito de Wordle, Wardle no quiso que se convirtiera en su trabajo de tiempo completo.
El juego tuvo 90 jugadores el 1° de noviembre, un mes después de que se hiciera público. Tres meses más tarde el juego alcanzó 300,000 jugadores diarios, número qué aumentó a 2 millones la semana siguiente.
En enero de 2022, The New York Times Company anunció que había adquirido Wordle  "por un precio no revelado".